# 尼達河

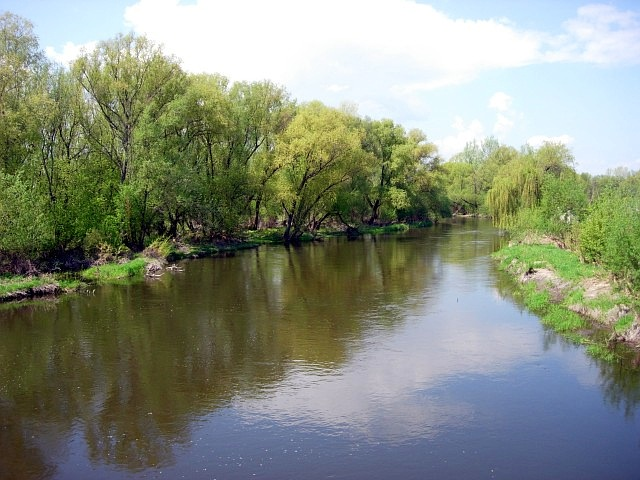

尼達河（波兰语：Nida）是波蘭的河流，位於該國中部，屬於維斯瓦河的左支流，河道全長151公里，流域面積3,865平方公里，發源自凱爾采以西約50公里，河畔城鎮有拉德庫夫和平丘夫。
50°17′48″N 20°51′17″E / 50.29667°N 20.85472°E